# At-Túr

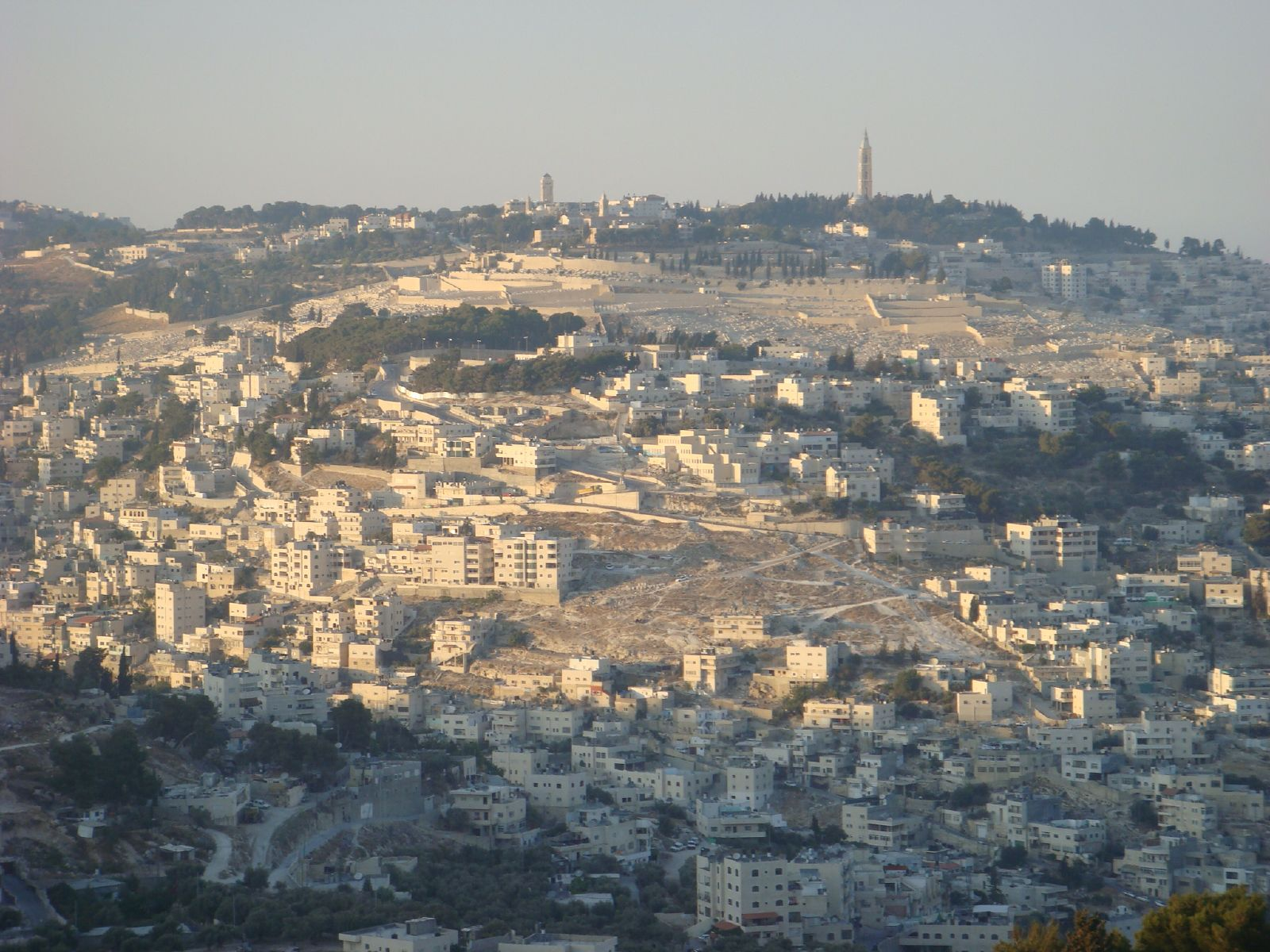
Vlevo zástavba v Džebel Batan al-Hawa, vpravo Ras al-Amud, v pozadí Hora Olivetská a at-Túr

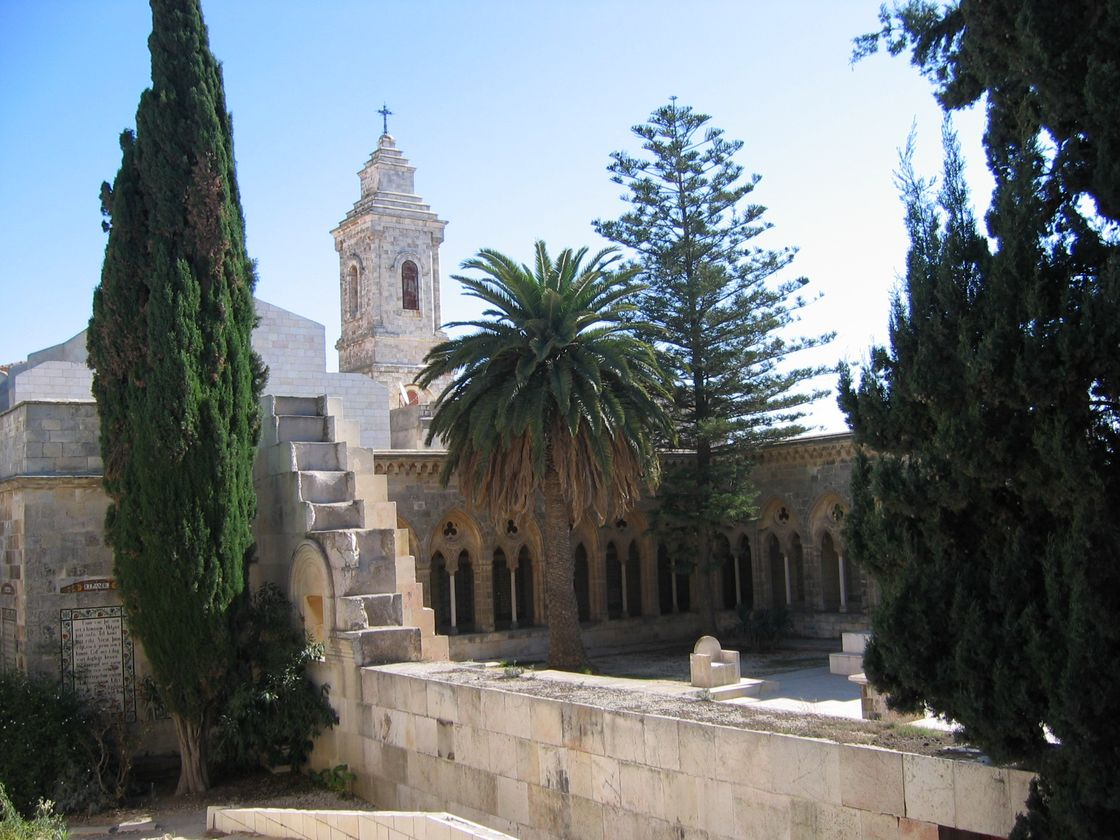
Kostel Pater Noster na Hoře Olivetské v at-Túr

At-Tur (arabsky الطور‎, hebrejsky: א-טור) je arabská čtvrť v centrální části Jeruzaléma v Izraeli, ležící ve Východním Jeruzalémě, tedy v části města, která byla okupována Izraelem v roce 1967 a začleněna do hranic města.

## Geografie
Leží v nadmořské výšce cca 800 metrů, přes 1 kilometr východně od Starého Města. Na jihu s ní sousedí arabské čtvrti Ras al-Amud, Vádí Kadum a Džebel Batan al-Hawa, na severu as-Sawwána. Zaujímá vrcholové partie a východní svahy Olivovové hory která je jedním ze tří vrcholů severojižního hřbetu, jenž z východu lemuje centrální oblast Jeruzaléma. Dalšími dílčími vrcholy tohoto pásu je jižně odtud har ha-Mašchit a severně hora Skopus (s kampusem Hebrejské univerzity). Na východě terén klesá do hlubokých údolí zařezávajících se do Judské pouště. Východně od čtvrtě pocházejí městské hranice Jeruzaléma, které přibližně sleduje také Izraelská bezpečnostní bariéra. Ta odděluje další arabskou zástavbu východně odtud s rozptýlenými sídly jako az-Za'ím a al-Ejzarija. Dál k východu pak leží četné izraelské osady, zejména město Ma'ale Adumim. Severně od čtvrti prochází zčásti tunelem pod horou Skopus silnice spojující centrum města a východní předměstí (derech Har ha-cofim), která se pak napojuje na dálnici číslo 1. At-Túr leží nedaleko Zelené linie, která do roku 1967 rozdělovala Jeruzalém. Severozápadní svahy hory Olivetské zaujímá Národní park Emek Curim.

## Dějiny
Původně šlo o malé ryze vesnické sídlo. Prameny z 19. století zde uvádějí vesnici o několika domech. V polovině 19. století zde začala výstavba četných kostelů. Vesnice neměla vlastní zemědělskou půdu, což omezovalo její rozvoj. Po konci první arabsko-izraelské války byla lokalita v rámci dohod o příměří z roku 1949 začleněna do území okupovaného Jordánskem. V roce 1953 pak byla dosud samostatná obec připojena k tehdejšímu Jeruzalému (k jeho části ovládané Jordánskem). V roce 1967 byla okupována Izraelem a stala se městskou částí sjednoceného Jeruzaléma. má rozptýlený vesnický charakter a spolu s okolními čtvrtěmi vytváří na živelně rostlém půdorysu souvislou aglomeraci.
Čtvrť je turisticky využívaná. Stojí tu například kostel Nanebevzetí, podle tradice je situován na místě, kde měl Ježíš vstoupit do nebe, čtyřicet dnů po svém zmrtvýchvstání. Vedle něj pak stojí ruský pravoslavný kostel, který se svou vysokou zvonicí dominuje siluetě této části města. Jeho výstavba začala roku 1873 a zvon sem byl dovezen z Ruska přes přístav v Jaffě, přičemž přeprava trvala tři týdny. Další významnou církevní stavbou je kostel Pater Noster, postavený podle křesťanské tradice na místě, jeskyně kde Ježíš pobýval se svými učedníky. Dál k severu se rozkládá areál kostela a nemocnice Augusta Victoria. Na jižním okraji čtvrtě stojí rozsáhlý židovský hřbitov, poblíž něj hotel The Seven Arches postavený ještě za jordánské vlády, s výhledem na Staré Město. V at-Tur žije cca 20 000 obyvatel.

## Demografie
Plocha této městské části dosahuje 1745 dunamů (1,745 kilometru čtverečního). V roce 2000 tu žilo 19 012 a v roce 2002 20 169 obyvatel.